# Nébuleuse
Pour les articles homonymes, voir Nébuleuse (homonymie).
Une nébuleuse (du latin nebulosus, « flou », de nebula, « nuage ») est, en astronomie, un objet céleste composé de gaz raréfié, de plasma ou de poussières interstellaires. Lumineuse ou obscure, elle est généralement associée à des étoiles. Avant les années 1920, le terme désignait tout objet du ciel d’aspect diffus. Étudiées par des astrophysiciens spécialisés dans l'étude du milieu interstellaire, les nébuleuses jouent un rôle clé dans la naissance des étoiles.

## Histoire

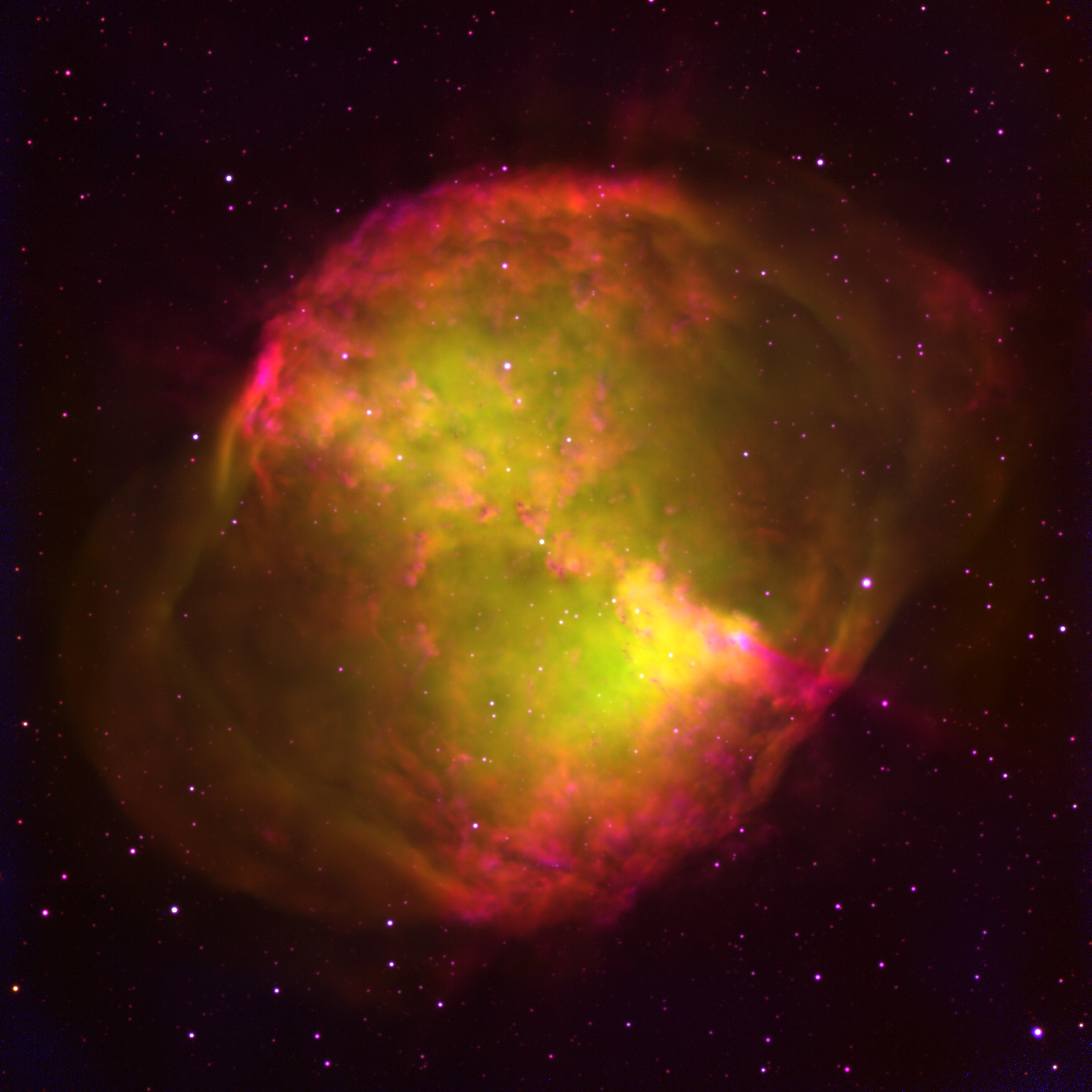
Nébuleuse de l'Haltère (M27), première nébuleuse planétaire observée par Charles Messier en 1764 dans la constellation du Petit Renard.

Le terme de « nébuleuse » est utilisé jusqu'au début du XXe siècle pour désigner tout objet céleste d’aspect diffus. À partir des années 1920, l'astronome américain Edwin Hubble montre que l'aspect alors nébuleux de certains astres (les galaxies) n'est dû qu'à la résolution insuffisante des instruments utilisés[réf. nécessaire].
Depuis cette époque, on entend par « nébuleuse » toute région du milieu interstellaire particulièrement riche soit en gaz (le plus souvent de l'hydrogène), soit en poussière interstellaire, soit des deux. Charles Messier dresse à partir de 1781 son catalogue de 110 objets : des nébuleuses, mais aussi des amas d'étoiles et des galaxies.
Les nébuleuses sont prises en photo depuis l'invention de la technique. On en conserve les premières images à l'Observatoire de Paris.

## Formation stellaire
Les nébuleuses peuvent former des systèmes d'étoiles en s'effondrant sous l'effet de la gravitation. Ainsi, le Système solaire se serait formé à partir d’une nébuleuse solaire. Ce scénario a été évoqué pour la première fois au cours de la seconde moitié du XVIIIe siècle dans l'hypothèse de la nébuleuse d'Emmanuel Kant de 1755, et par Pierre-Simon de Laplace.

## Types de nébuleuses
On distingue deux grandes familles de nébuleuses :
- les nébuleuses diffuses, qui émettent ou réfléchissent de la lumière ;
- les nébuleuses obscures, qui bloquent la lumière.

Les nébuleuses peuvent être subdivisées en six types.

### Nébuleuses planétaires

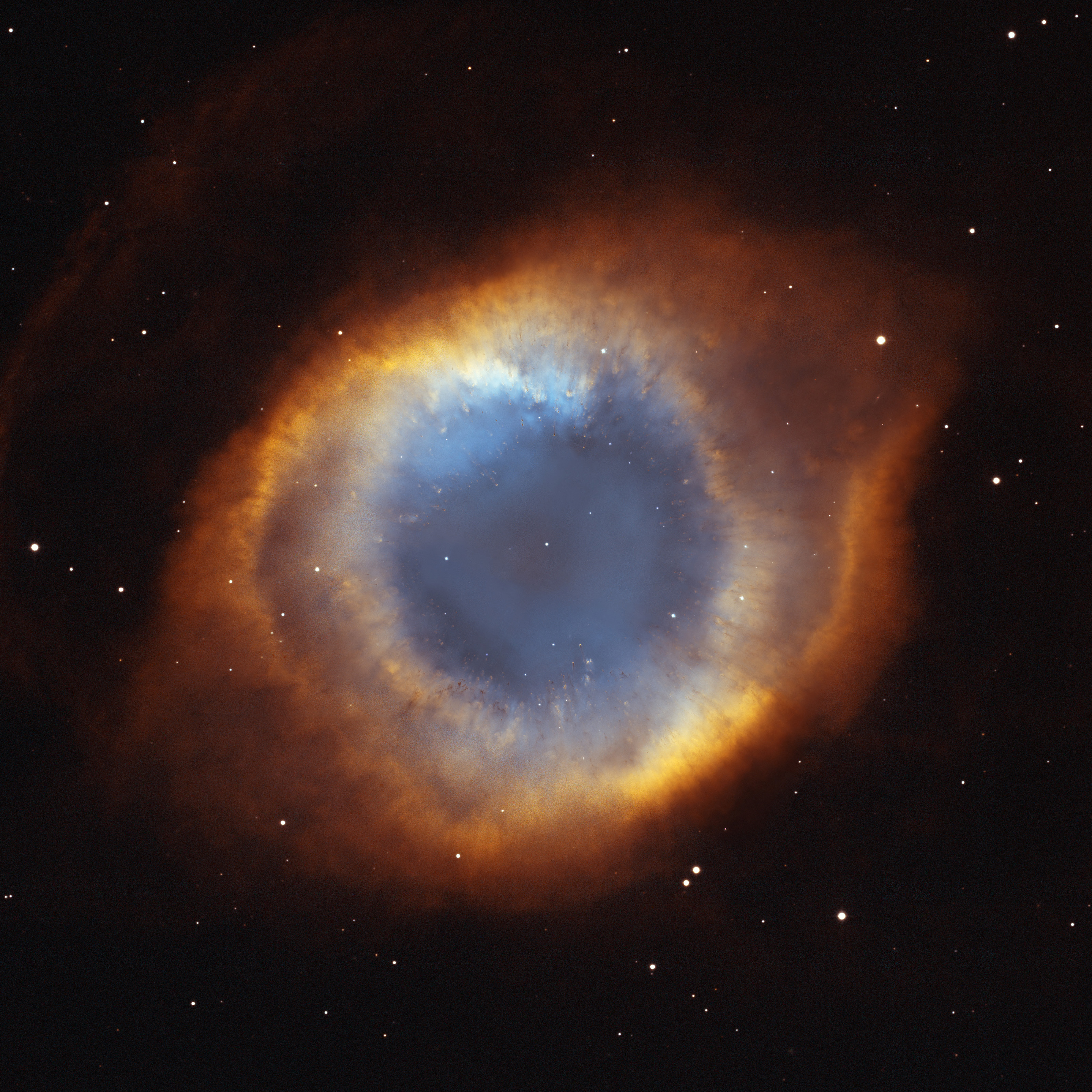
La nébuleuse de l'Hélice (NGC 7293) surnommée « l’œil de Dieu » est l'une des nébuleuses planétaires les plus proches de la Terre, à 650 années-lumière.

Les nébuleuses planétaires sont des nébuleuses en émission qui sont la marque d'une étoile de faible masse en fin de vie et préfigurent le destin du Soleil. Souvent petites, rondes et relativement brillantes, les astronomes les ont longtemps confondues avec des planètes, d'où leur nom. Les astronomes savent maintenant que les nébuleuses planétaires n'ont aucun rapport avec les planètes. Quand une petite étoile (moins de huit masses solaires) vieillit et finit de consommer tout son hydrogène, puis son hélium, son cœur s'effondre pour former une naine blanche, tandis que les couches externes sont expulsées par la pression de rayonnement. Ces gaz forment un nuage de matière qui s'étend autour de l'étoile à une vitesse d'expansion de 20 à 30 kilomètres par seconde. Ce nuage est ionisé par les photons ultraviolets émis par l'étoile qui est devenue très chaude. Elles jouent un rôle crucial dans l'enrichissement de notre univers, transformant l'hydrogène primordial en éléments plus lourds et expulsant ces nouveaux éléments dans le milieu interstellaire. La première nébuleuse planétaire découverte est la nébuleuse de l'Haltère (M27) dans la constellation du Petit Renard, observée par Charles Messier en 1764. Ce sont des objets qui évoluent assez rapidement, sont souvent très colorés et leurs images sont parmi les plus spectaculaires.

### Rémanents de supernova

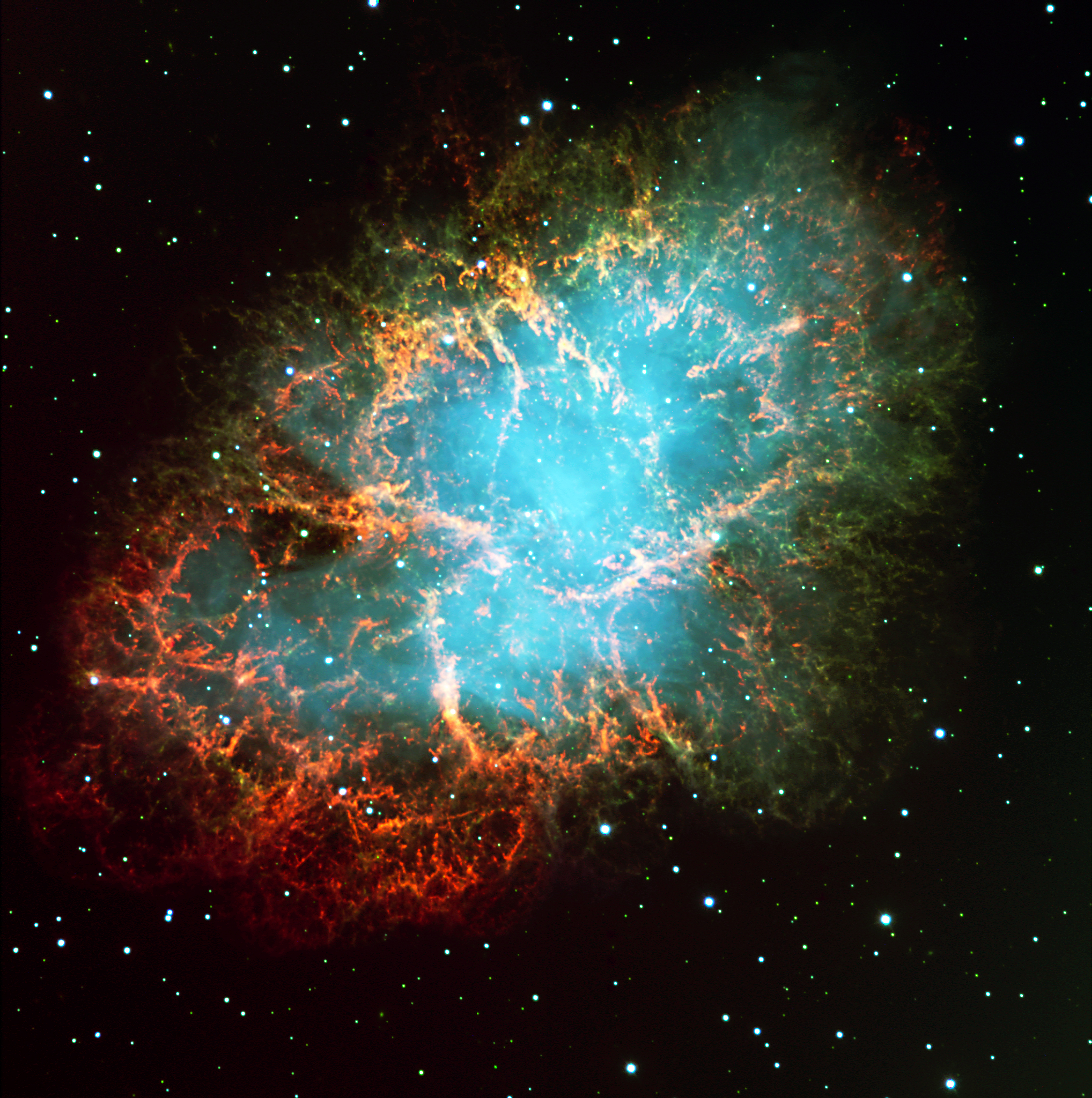
La nébuleuse du Crabe, nébuleuse de vent de pulsar (plérion) et rémanent de supernova, résultante, avec son pulsar du Crabe central, de l'explosion de l'étoile massive SN 1054 en supernova historique observée an 1054.

Les rémanents de supernova sont des nébuleuses en émission très étendues et sont le résultat de l'explosion violente d'une étoile de masse élevée. Elles arborent souvent une structure filamenteuse caractéristique qui évoque de la dentelle.
Une supernova peut se former selon deux voies :
- une étoile supergéante qui arrête d‘engendrer de l'énergie de son cœur et finit par s'effondrer sous l'effet de sa propre gravité. On parle de supernova à effondrement de cœur. Alors que l'étoile massive fait plus de huit masses solaires, le résidu compact fait de l'ordre de 1,5 masse solaire ;
- une naine blanche ayant accumulé assez de matière provenant d'une étoile voisine ou entrant en collision avec pour atteindre la masse critique, qui engendre une explosion thermonucléaire. On parle de supernova thermonucléaire. Dans le cas où il y a accrétion de matière et non collision, l'étoile binaire peut éventuellement survivre à l'explosion. L'étoile qui est réduite ne laisse pas de résidu compact derrière elle.

La première supernova observée depuis l'invention du télescope, SN 1885A dans la galaxie d'Andromède, date de 1885.

### Bulles de Wolf-Rayet

Sh2-308, nébuleuse en émission, région HII et bulle de Wolf-Rayet de la constellation du Grand Chien.

D'un aspect voisin de celui des vestiges de supernova, les bulles de Wolf-Rayet, composées de gaz, résultent de l'expulsion progressive des couches externes d'une étoile extrêmement chaude et massive. Elles comptent parmi les étoiles les plus massives connues. Les deux bulles de Wolf-Rayet les plus célèbres sont certainement la nébuleuse du Croissant (NGC 6888) et la nébuleuse Casque de Thor (NGC 2359).

### Régions HII
Les régions HII sont des nébuleuses en émission caractérisées par l'excitation d'un nuage d'hydrogène et sont souvent associées à un amas ouvert d'étoiles jeunes ou en formation.

### Nébuleuses par réflexion
Identiques en nature aux nébuleuses obscures, elles reflètent partiellement la lumière d'une étoile située à proximité.

### Nébuleuses obscures
Constituées de poussières et de gaz nobles, elles absorbent en partie la lumière qui les traverse et voilent donc ce qui se trouve derrière elles. Dans le spectre visible, on ne peut les détecter que par contraste sur un champ d'étoiles ou une nébuleuse.

## Quelques nébuleuses particulières
- Nébuleuse du Rectangle rouge, protonébuleuse planétaire de forme rectangulaire, de la constellation de la Licorne.
- Nébuleuse du Sablier, jeune nébuleuse planétaire de la constellation de la Mouche.
- Nébuleuse de la Tête de Cheval (Barnard 33) : cette nébuleuse sombre de la constellation d'Orion se retrouve contre une nébuleuse brillante.
- Nébuleuse Trifide (M20) : l'hydrogène paraît rose, tandis que l'oxygène donne une lueur bleu-vert. Elle est visible avec un bon télescope.
- Nébuleuse aux huit éclats (NGC 3132) : nébuleuse planétaire de la constellation des Voiles, facilement observable avec un petit télescope.
- Nébuleuse de la Carène (NGC 3372) nébuleuse en émission et par réflexion de la constellation de la Carène.
- Nébuleuse du Cône, région HII de la Licorne.
- Nébuleuse du Triangle (NGC 604) de la galaxie du Triangle.
- Nébuleuse de la Rosette (NGC 2237) de la constellation de la Licorne.
- Les Piliers de la création de la nébuleuse de l'Aigle.

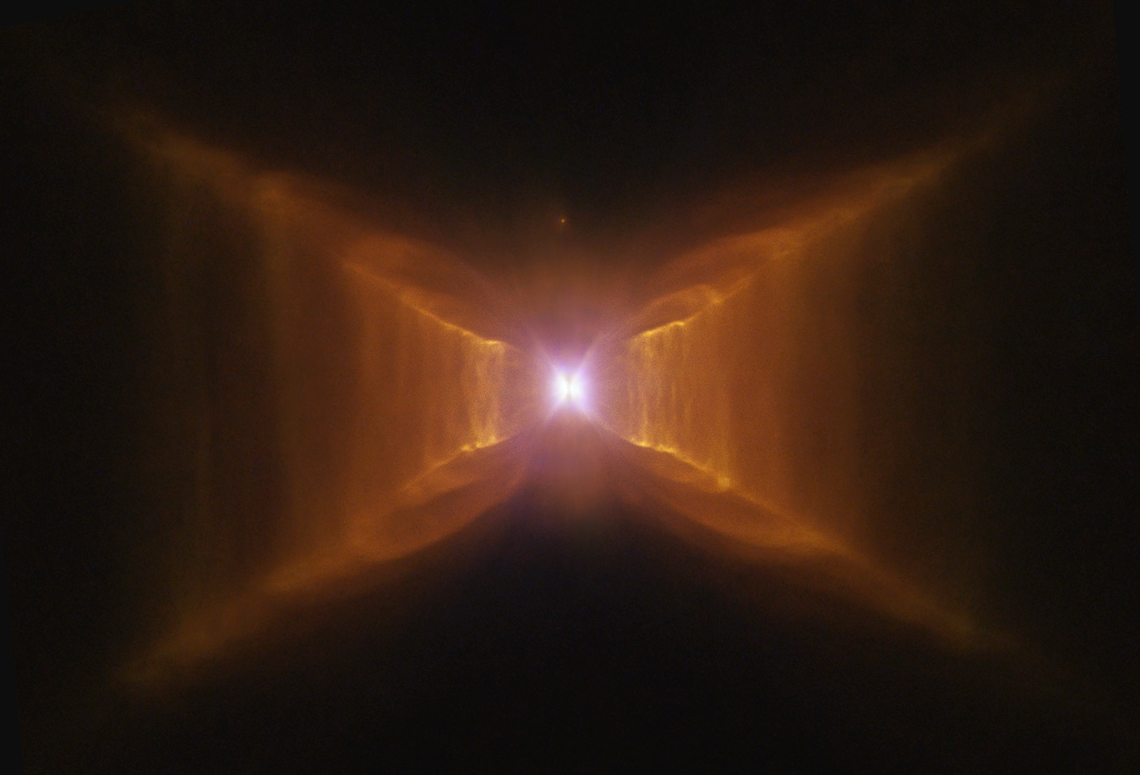
Nébuleuse du Rectangle rouge, protonébuleuse planétaire de forme rectangulaire.
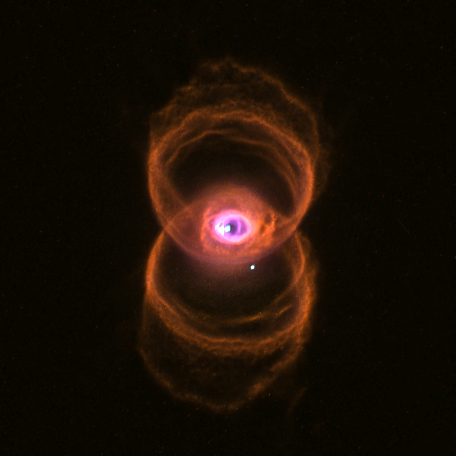
Nébuleuse du Sablier, jeune nébuleuse planétaire.
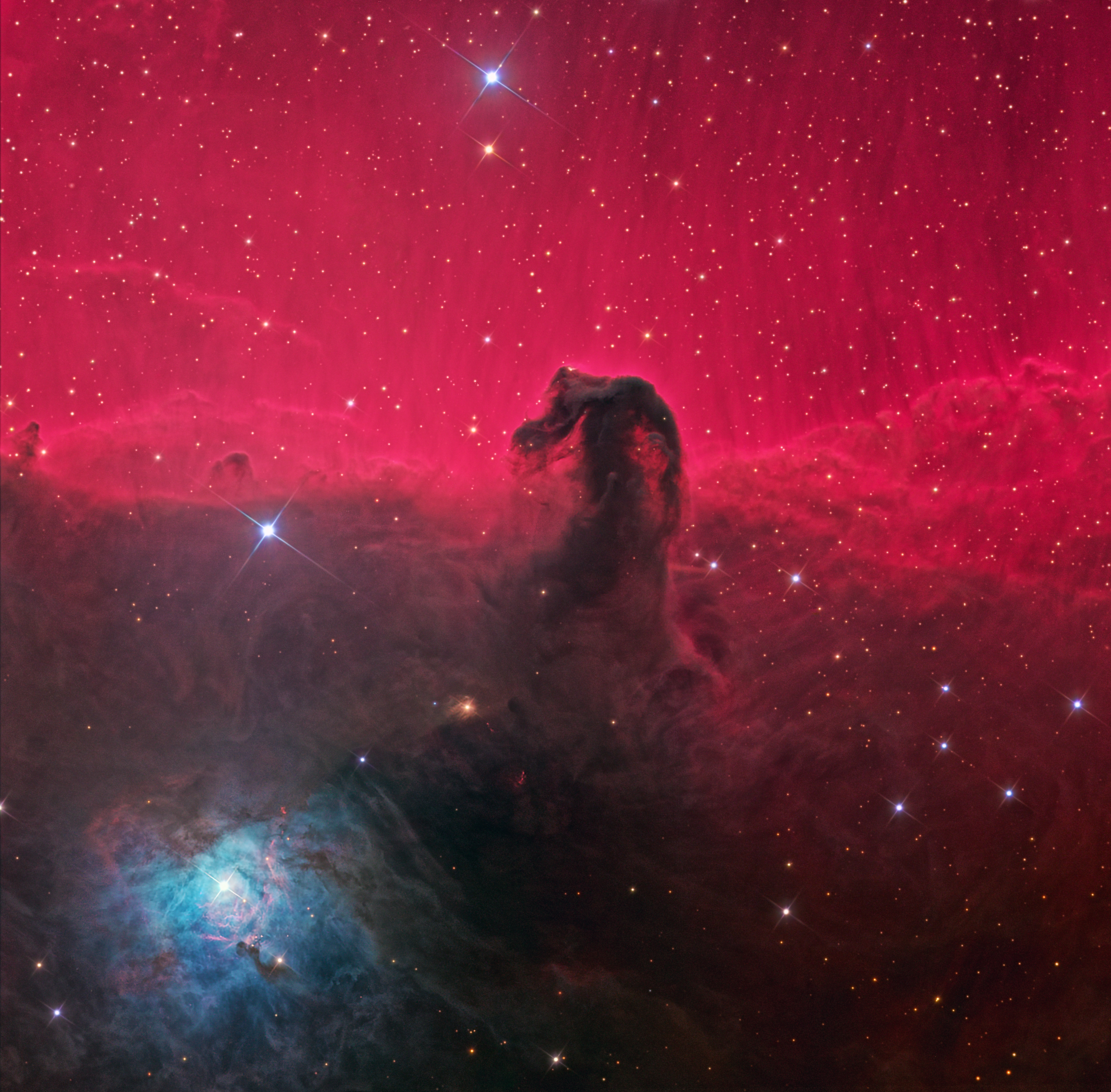
La nébuleuse de la Tête de Cheval, une nébuleuse obscure.
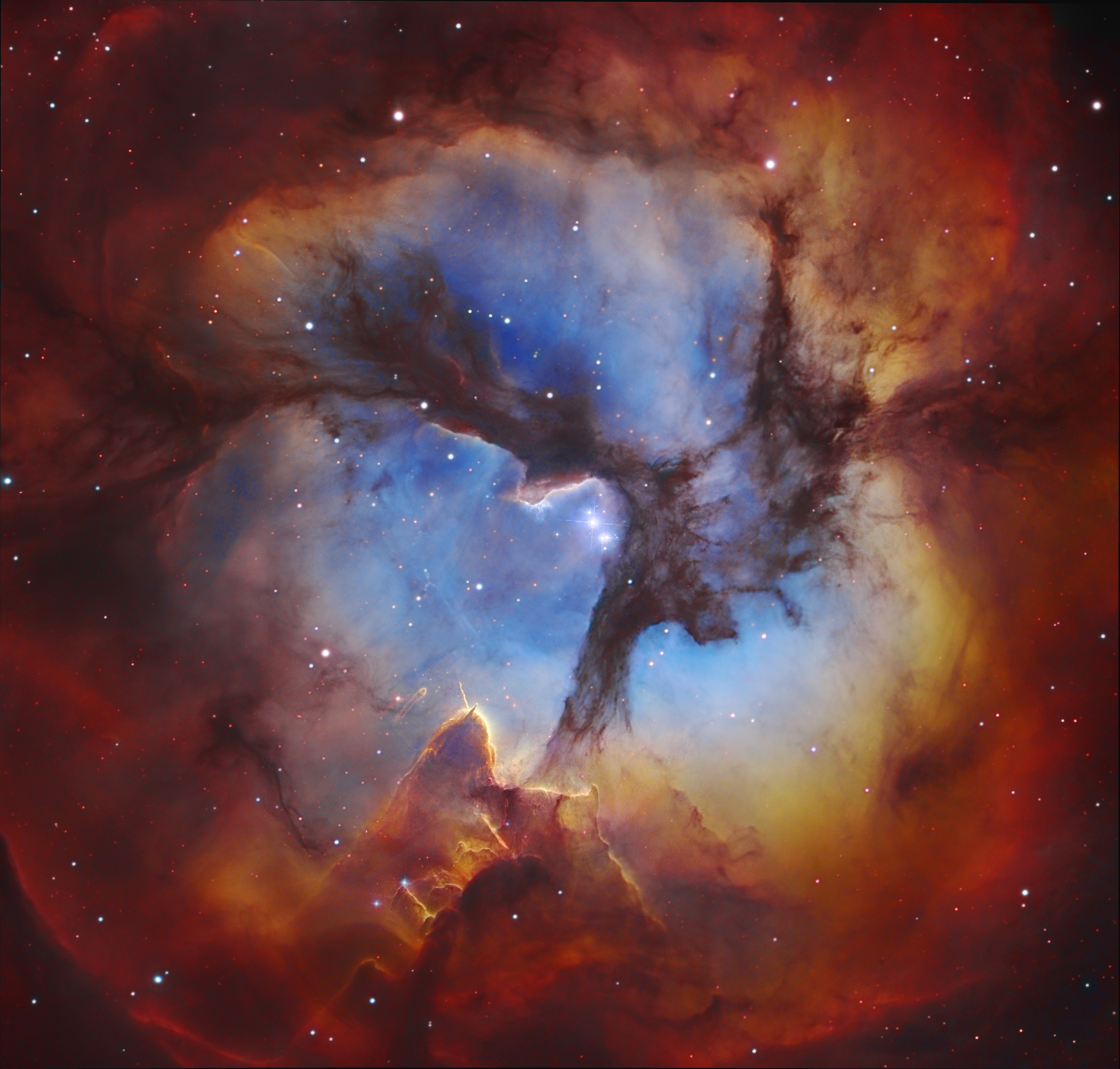
Nébuleuse Trifide (M20).
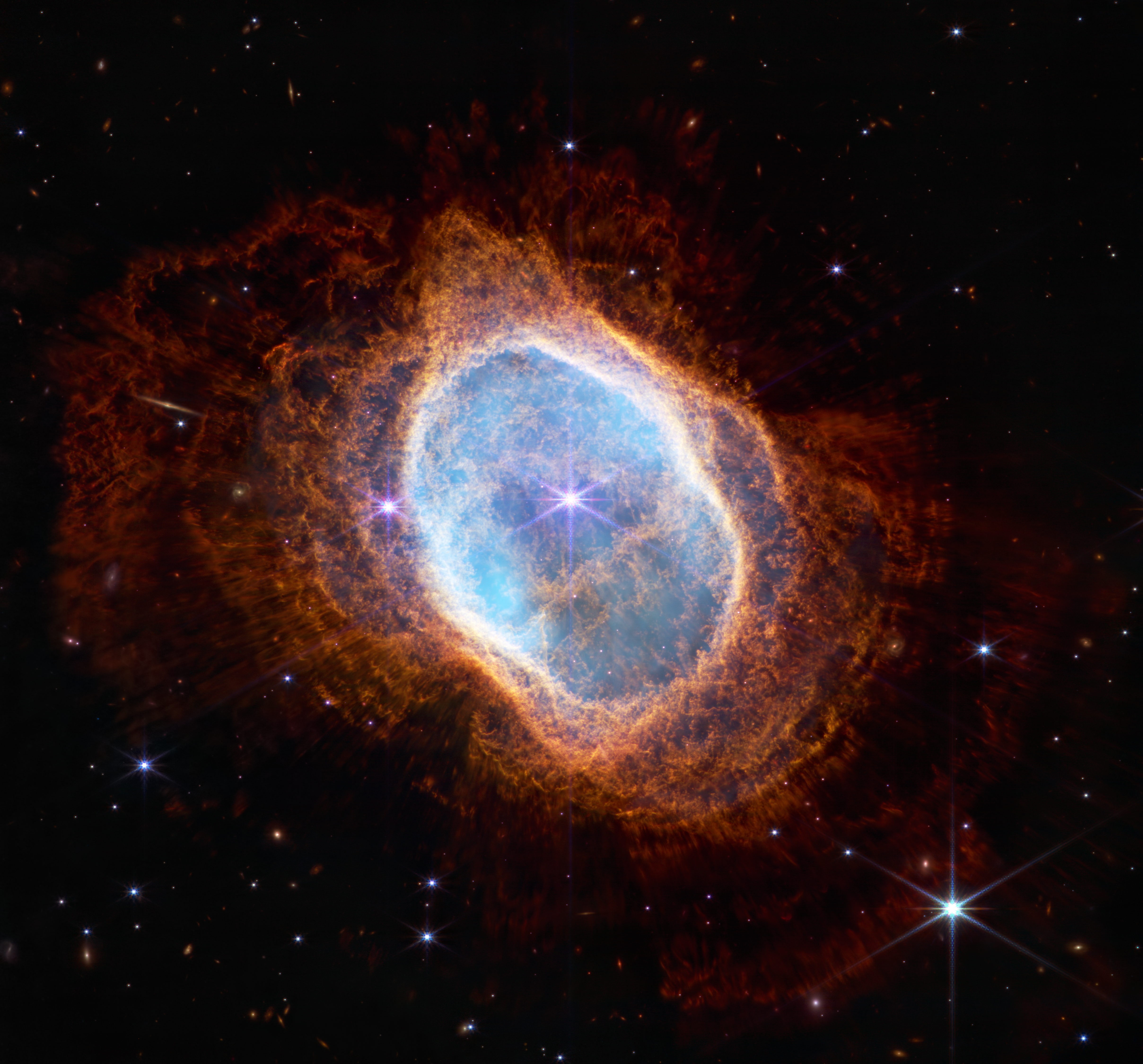
Nébuleuse des huit éclats (NGC 3132).
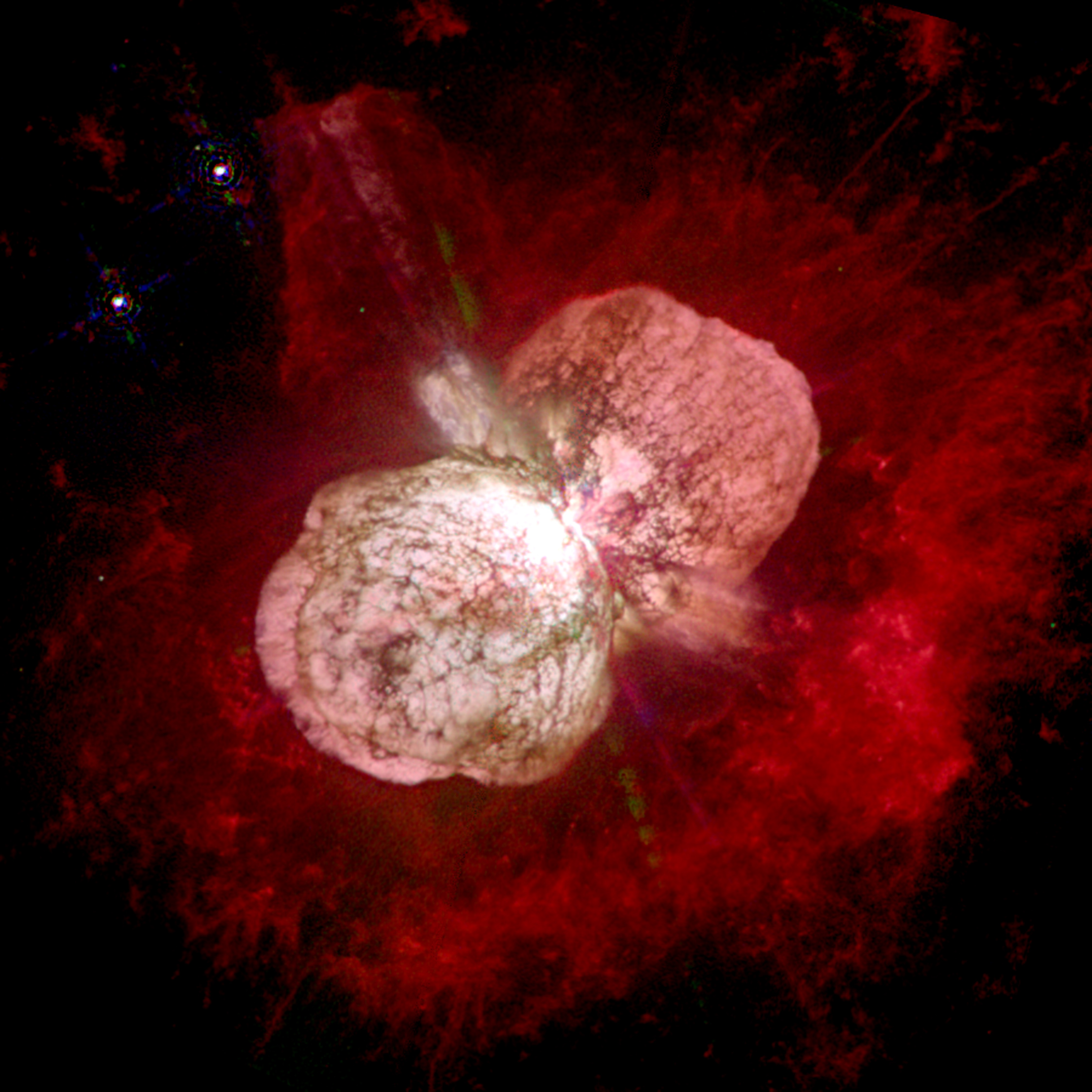
Nébuleuse de la Carène (NGC 3372).
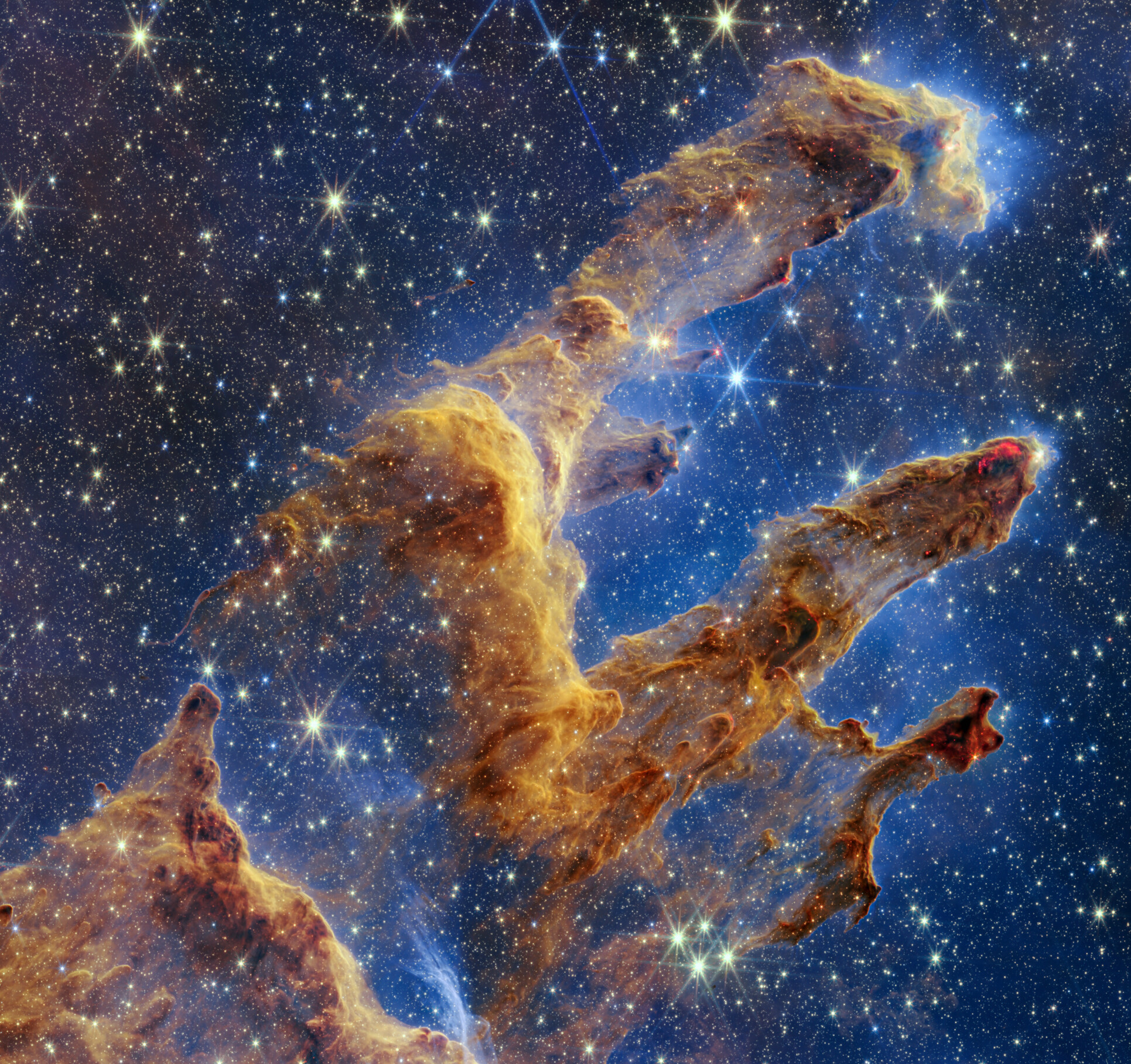
Les Piliers de la création de la nébuleuse de l'Aigle.